# Quiina sessilis
Quiina sessilis är en tvåhjärtbladig växtart som beskrevs av Choisy, Planch. och Triana. Quiina sessilis ingår i släktet Quiina och familjen Ochnaceae. Inga underarter finns listade i Catalogue of Life.